# Orani (Italia)
Orani es una localidad italiana de la provincia de Nuoro, región de Cerdeña, con 3.061 habitantes.

## Evolución demográfica
| Gráfica de evolución demográfica de Orani entre 1861 y 2001 |
|                                                             |
| Fuente ISTAT - elaboración gráfica de Wikipedia             |